# فرودگاه واترویل ربر لافلور
فرودگاه واترویل ربر لافلور  (به انگلیسی: Waterville Robert LaFleur Airport) یک فرودگاه همگانی با کد یاتا WVL است که یک باند فرود آسفالت دارد و طول باند آن ۱۶۷۶ متر است. این فرودگاه در کشور ایالات متحده آمریکا قرار دارد و در ارتفاع ۱۰۱٫۵ متری از سطح دریا واقع شده است.